# Mariquita (Tolima)
San Sebastián de Mariquita és una ciutat de Colòmbia situada en el departament de Tolima, a una altitud de 495 msnm. La ciutat té una població de 32.642 habitants.

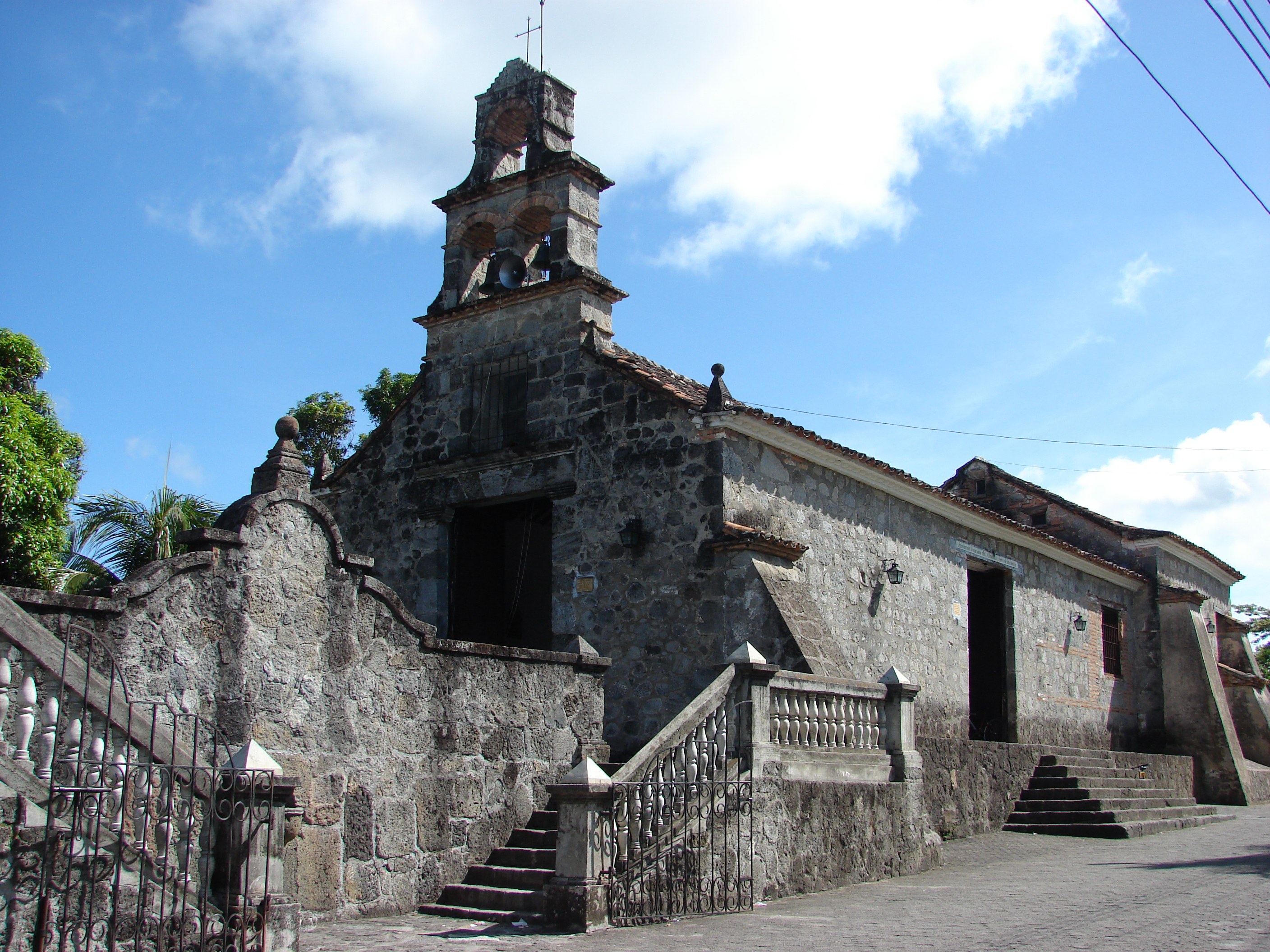
Esglesia de mariquita (Tolima)

## Història
Va ser fundada el 28 d'agost de 1551 per capità Francisco Nuñez poderos i va aconseguir una certa importància durant la colònia per l'activitat minera. En l'època de la seva fundació, les tribus veïnes de Mariquita eren els pantágoras, panches, marquetones, panchiguas, lumbies, chapaimas, calamoimas, fones, gualíes, bocanemes, etc., entre totes elles s'explicaven més de trenta mil homes en estat de prendre les armes.
En aquesta població va morir l'Avançat Gonzálo Jiménez de Quesada, fundador de Bogotà. Va ser bressol de Francisco Antonio Moreno i Escandón, autor de la reforma educativa més important de l'època en la Nova Granada.
Va servir de seu de l'anomenada Real Expedició Botànica, ordenada pel rei Carles III, sota la direcció del savi gadità José Celestino Mutis, que va dirigir l'estudi de la flora del lloc, en unió de científics criolls com Francisco José de Caldas.
En 1812 la província de Mariquita es va declarar independent i José Lleó Armero va ser nomenat president de la nova República fins al 1815 que va tenir com a capital a Honda, el 1824 la província de dividir en els cantons d'Honda, Mariquita, Ibagué i La Palma. El seu governador president va ser José León Armero, qui va sancionar la Constitució de la República de Mariquita, adoptada per l'Assemblea Constituent.
El seu clima la va fer predilecta com a lloc d'estiueig dels Virreyes, els qui van establir una casa d'esbarjo, coneguda com a Casa dels Virreyes.
Després del declinar de les mines d'or i plata va perdre importància comercial, la qual va començar a recobrar després de la catàstrofe del seu municipi veí Armero.
Un dels grans atractius d'aquesta ciutat blasonada, al dir de l'advocat i periodista Guillermo Pérez Flórez, va ser el Cable aeri que la unia amb la ciutat de Manizales.

## Economia
Avui en dia, les seves principals activitats econòmiques són l'agricultura, el cultiu de la canya (producció de panela), el cultiu de l'alvocat amb les seves varietats (lorena, papelillo, choke, mussol, comú), a més de la producció de fruites Mariquita és nacionalment coneguda com la capital de l'mangostino una estranya fruita anomenada manjar dels déus, un altre fort d'aquesta ciutat és la ramaderia i el comerç en general. Actualment Mariquita compta amb dues embotelladores de gasoses (Postobón i Glacial) les quals la perfilen com un municipi desenvolupat, Amb l'ampliació de l'autopista Medellín - Bogotà s'espera un canvi en l'activitat econòmica que fomenti la indústria de la regió.

## Llocs d'interès
San Sebastián de Mariquita és un municipi que compta amb diversos llocs d'interès històric i turístic, on es pot apreciar l'arquitectura colonial de la zona: L'Ermita, l'església de San Sebastián, la Casa de la Moneda, la Casa Mutis, les ruïnes de Santa Lucía, la pila dels anglesos, la casa dels virryes, la casa dels Jesusites, la mansió de Jiménez de Quesada, etc.

## Semana santa
La setmana santa convoca gran quantitat de turistes, vinguts de totes les regions de Colòmbia i el món. L'ermita, el temple d'estil espanyol, construït fa més de 400 anys, lloc on es troba l'anomenat "senyor dels caminants", és eix de les principals celebracions.
L'acte central com és el viacrucis, és potser el que més feligresos i turistes convoca, iniciant en el temple de la "nostra senyora del carmen" i finalitzant a l'ermita. A ell acudeixen les primeres autoritats civils, militars i eclesiàstiques, i el presideix, gairebé sempre, el bisbe emèrit José Luis Serna Alzate. Els altres actes litúrgics celebrats en els altres temples de la ciutat, igualment, compten amb gran nombre de feligresos.
El sermó de les set paraules i el davallament de la creu, precedeixen una important processó del sant sepulcre, que va del temple de sant Sebastià fins al santuari diocesà de l'Ermita, processó que convoca gran quantitat de senyors, portant lluminàries, acompanyats pels "sants homes", els qui porten en safates de plata els claus i la corona d'espines.

## Esdeveniments anuals importants
D'importància regional i nacional resulta per al municipi el reconeixement d'allotjar al seu territori, al mes d'agost, algunes bandes de marxa, que es destaquen a nivell regional i nacional en diversos concursos pel seu bon nivell músic-marcial, entre elles tenim a la Banda de la Institució Educativa Santa Anna i la Banda de la Institució Educativa Gonzalo Jiménez de Quesada. Entre altres. Aquestes dues bandes han rebut múltiples reconeixements en diversos concursos de bandes a nivell departamental i nacional per la seva brillant treball.
Amb motiu de celebrar cada any la data de fundació del municipi, el 28 d'agost, es desenvolupa anualment una sèrie d'importants esdeveniments musicals i culturals a San Sebastián de Mariquita, entre els quals es destaquen el Festival Nacional de Música "Mangostino d'Oro", al qual concorren prestigiosos músics, en la modalitat de duets, trios i solistes de tible, reconeguts a nivell nacional.
També compta amb un espai que potencia la cultura i l'art des de les dinàmiques musicals emergents en el Municipi, neix des del segon semestre de 2002 el Festival Marakas Rock, el qual s'ha vingut gestant com el vehicle més important del centre Colombià per a la presentació en viu d'artistes del Municipi de Mariquita, del Departament del Tolima i de la Nació davant el públic jove de la regió, i com a espai de convivència, tolerància i cultura, l'eix central és la música com a generadora de diferents manifestacions culturals de la joventut i la bona utilització del temps lliure, sota el lema "Que el teu únic vici sigui la música".

## Comunicacions
San Sebastián de Mariquita actualment compta amb 2 estacions radials: En AM, Ràdio Lumbí 1300 kHz (emissora afiliada a Caracol Radio); i en FM, Entusiasme Estèreo 99.5 MHz (emissora de la Divisió Ràdio de Jorge Barón Televisió).